# Gonatocerus fasciativentris
Gonatocerus fasciativentris är en stekelart som beskrevs av Girault 1913. Gonatocerus fasciativentris ingår i släktet Gonatocerus och familjen dvärgsteklar. Inga underarter finns listade i Catalogue of Life.